# Светски трговински центар 3
Светски трговински центар 3 (енгл. 3 World Trade Center) облакодер је конструисан као део обнове Светског трговинског центра на Менхетну, у Њујорку. Торањ се налази на источној страни Гринвич стрита, источно од спомен-парка некадашњег Светског трговинског центра.
Тренутна зграда Светског трговинског центра 3 је друга зграда на овој локацији која носи ово име. Првобитна зграда била је Мериот Светски трговински центар, хотел смештен на југозападном углу комплекса Светски трговински центар. Хотел је имао 22-спратну конструкцију у челичном оквиру са 825 соба. Имао је висину крова од 74 метара. Изградња је започела 1979, а отворен је у јулу 1981. године као хотел Виста Интернешнл. Читав комплекс Светског трговинског центра уништен је током напада 11. септембра 2001. године.
Изградња је првобитно започела 2010. године, али је одложена до 2014. због недостатка закупаца. Бетонско језгро зграде преливено је до максималне висине у августу 2016, а ободна челична конструкција уследила је 6. октобра 2016. године. Зграда је отворена 11. јуна 2018. године. Зграду је пројектовала фирма Rogers Stirk Harbour + Partners, а њоме управља компанија Silverstein Properties путем закупа земљишта уз лучку управу Њујорка и Њу Џерсија, власника земљишта. Висок је 329 метара, са 80 спратова.

## Претходна зграда (1979—2001)
Мериот Светски трговински центар био је 22-спратна хотелска зграда у челичном оквиру са 825 соба. Имао је висину крова од 73,7 метара, а пројектовала га је фирма Skidmore, Owings & Merrill. Грађевински инжењер био је Лесли Е. Робертсон, док је Tishman Construction служио као главни извођач. Изградња је започела 1979. године. Отворена је 1. јула 1981. године као хотел Виста Интернешнл и налазила се на југозападном углу Светског трговинског центра. Тешко је оштећен у бомбашком нападу Светског трговинског центра 1993. године, а потом је затворен док поправке нису завршене следеће године. Четрдесет људи је погинуло када је хотел уништен током напада 11. септембра 2001. године. Остаци хотела су касније растављени да би се направило место за изградњу Националног спомен-парка и музеја 11. септембар.

## Нова зграда

### Позадина
Светски трговински центар 3 првобитно је био планиран за подијум од седам спратова коришћених за трговину, са кога би се уздизао канцеларијски торањ од 73 спрата. Дијамантска протеза првобитно планирана за предњу и задњу страну зграде су избачене из пројекта, а одлучено је да ће се торањ градити без њих. Међутим, дијагонално учвршћивање на боковима би остало. Четири клатна у оригиналном дизајну дали су кули висину од 378 метара, што значи да би по висини врха постала трећа највиша зграда у Њујорку, али је врх зграде касније уклоњени из дизајна, смањујући тако висину за око 26 метара. Укупна површина зграде планира је да укључује 190.000 квадратних метара канцеларијског и малопродајног простора. Камен темељац зграде постављен је у јануару 2008. године, а тада је планирано да торањ буде завршен до 2014. године. Неуобичајено за високу зграду, њено бетонско језгро требало је да буде изграђено пре него што би остатак конструкције био завршен. Грађевински инжењер зграде био је WSP. Добитник Прицкерове награде, архитекта Ричард Роџерс из компаније Rogers Stirk Harbour + Partners, добио је уговор за дизајн зграде.
Дана 11. маја 2009. објављено је да лучка управа Њујорка и Њу Џерсија жели да смањи Гринвич стрит 175 на зграду од приближно четири спрата. Свеукупни план, који је такође захтевао слично смањење висине Светског трговинског центра 2 и неодређено одлагање Светског трговинског центра 5, преполовио би количину канцеларијског простора на располагању у потпуно реконструисаном Светском трговинском центру на 460.000 квадратних метара. Агенција је као разлог за предложено смањење навела рецесију и несугласице са програмером Ларијем Силверштајном. Силверштајн се успротивио том плану, подносећи обавештење о спору 7. јула 2009. године. Тим поступком, развојна фирма започела је двонедељни период током којег су могле да се воде преговарачке седнице и обавезујућа арбитража у вези са изградњом четири куле Светског трговинског центра. Silverstein Properties, која је лучкој управи платила преко 2,75 милијарди америчких долара, у својој званичној жалби приметила је неспособност организације да испуни грађевинске обавезе.
У новембру 2010. године, три PureCell горивне ћелије испоручене су на локацију Светског трговинског центра, што ће заједно обезбедити око 30% снаге торња.

### Одлагања
Почетком 2012. године, Silverstein Properties и лучка управа Њујорка и Њу Џерзија постигли су договор да се изгради само Светски трговински центар 3 са седам спратова, осим ако се не нађу закупци који ће финансирати зграду. Према споразуму из марта 2010. године између компаније Silverstein Properties и лучке управе, компанија Silverstein Properties је морала да пронађе закупце који би закупили 400.000 квадратних стопа зграде и морала је да прикупи 300 милиона америчких долара приватног финансирања како би добила додатна средства. Ако Silverstein Properties испуни ове захтеве, тада ће лучка управа, град Њујорк и држава Њујорк обезбедити додатних 390 милиона америчких долара за завршетак торња. Silverstein Properties такође треба да обезбеди финансирање преосталих трошкова торња пре него што буде завршен. Постојећи темељ куле изграђен је у потпуности са приходима од осигурања, све док Silverstein Properties не испуни захтеве. Споразум је такође применио „замку готовине” како би се осигурало да се јавне инвестиције исплате пре него што Silverstein Properties оствари било какав профит од торња.
Торањ Светског трговинског центра 3 требало је да у потпуности буде изграђен након испуњења захтева. Гласноговорник који је говорио о питању обнове овог комплекса коментарисао је: „Светски трговински центар 3 требало би да буде готов до 2015. године; мада; морамо постићи један задатак: Морамо добити закупца за 400.000 квадратних стопа како бисмо добили финансијску подршку која би осигурала да завршимо ту зграду. Дакле, то је знак питања, и то је главни приоритет компаније Silverstein Properties”. Лучка управа верује да ће споразум из 2010. године омогућити тржишној потражњи да покреће изградњу кула и помоћи у ограничавању јавних инвестиција, будући да лучка управа има друге пројекте којима је потребна пажња у региону.
До фебруара 2012. бетон у приземљу је био скоро готов, а доњи подијум је достигао 5. спрат. Дана 18. маја 2012. објављено је да се наводи како се настављају радови на надградњи, а да се настављају и радови на постављању арматура и бетона. Поред тога, инсталирани су услужни програми за ту локацију. Грађевинска агенција очекивала је да ће доњи подијум достићи 7 спратова до септембра 2012. године. Крајем јуна исте године, Дејвид Зејлесн, председник компаније Owen Steel, потврдио је да ће се градња куле наставити и да је Owen Steel изабран да обезбеди структурни челик за зграду.
Неколико извора је 2. октобра 2012. године потврдило да је велика рекламна и медијска компанија GroupM била у прелиминарним преговорима за закуп Светског трговинског центра 3, у договору који би омогућио почетак изградње планираног канцеларијског торња од 80 спратова. Закуп би био величине око 550.000 квадратних стопа, што је довољно велико опредељење да се пројекат квалификује за јавну корист у износу до 600 милиона америчких долара у облику комбинације гаранција капитала и кредита од града, државе и лучке управе. У децембру 2013. GroupM је потписао као закупац. Ово је омогућило наставак градње куле крајем 2013. године. У јануару 2014. године, сенатор Чак Шумер је преговарао о финансирању од 340 милиона долара путем обвезница савезне зоне опоравка за финансирање изградње пројекта. Субвенција, која би удвостручила зајам дат за изградњу Светског трговинског центра 3, лучка управа Њујорка и Њу Џерсија одложила је за април 2014. до јуна 2014. године.

### Наставак конструкције
Дана 25. јуна 2014. године, лучка управа Њујорка и Њу Џерсија постигла је договор са Ларијем Силверштајном да финансира завршетак Светског трговинског центра 3 и изградња торња је настављена. Финансирање је обухватило продају обвезница ослобођених пореза у износу од 1,6 милијарди долара, што је највећи икад неоцењени уговор о обвезницама на општинском тржишту обвезница. Остали извори финансирања обухватали су 600 милиона долара прихода од осигурања, 210 милиона долара новчаних доприноса влада Њујорка и држава и 55 милиона долара готовине од саме компаније Silverstein Properties. Након финансирања, торањски кран се вратио и најављен је нови предвиђени завршетак за крај 2017. године.
У 2015. години дизајн је модификован и висина је смањена са 356 метара, на садашњу висину од 329 метара. Од јуна 2015. године, језгро Светског трговинског центра 3 уздигло се на 19. спрат, а челик на 14. спрат. Дана 28. јуна 2015. године на месту је изграђена још једна торањска дизалица. Још једна дизалица стигла је у јулу, доводећи укупно до четири дизалице. Дана 20. маја 2016. бетонско језгро куле достигло је симболичну висину од 300 метара, чиме је званично достигло супер-високи статус и премашило висину крова суседног Светског трговинског центра 4.
Дана 23. јуна 2016. године, довршено је језгро Светског трговинског центра 3. На церемонији одржаној у подножју зграде, радници и руководиоци су потписали канту од 2 тоне бетона, међу којима је био и Лари Силверштајн, и истакли су је америчком заставом, која се такође користила са преливом од Светских трговинских центара 4 и 7, на врху торња. Увече 11. августа 2016. грађевинска дизалица ударила је у један од прозора Светског трговинског центра 3. У то време је било јаког удара ветра, а грађевински радници су обезбеђивали кран када је скренуо ка стакленој плочи 12. спрата, разбијајући је. Није било повређених.
Дана 6. октобра 2016. године, последња челична греда је подигнута и постављена на врх. Стаклена фасада је завршена у августу 2017. године, када је неколико продаваца потписало закуп за малопродајни простор атријума. Рекламна компанија GroupM такође је потписала уговор о закупу око 65.000 квадратних метара пословног простора у торњу. Зграда је званично отворена 11. јуна 2018. године, а станари зграда до сада су GroupM, McKinsey & Company, Tradenda Capital и IEX.

### Галерија
- Изградња Светског трговинског центра 3 у маја 2012. године. У првом плану се види део јужног базена Националног спомен-парка 11. септембар.
- Конструкција Светског трговинског центра 3 у априлу 2014. године.
- Светски трговински центар 3 у изградњи 10. јуна 2015. године. Станица PATH је видљива са десне стране.
- PATH станица, Светски трговински центри 3 и 4 у мају 2016. године.
- Лари Силверштајн и радници потписују последњу канту бетона током церемоније достизања врха 23. јуна 2016. године.
- Светски трговински центар 3 у изградњи 26. јануара 2017. године.
- Светски трговински центар 3 у изградњи 8. маја 2017. године.